# Sportclub Preußen 06 Münster 1990-1991
Questa voce raccoglie le informazioni riguardanti lo Sportclub Preußen 06 Münster nelle competizioni ufficiali della stagione 1990-1991.

## Stagione
Nella stagione 1990-1991 il Preussen Münster, allenato da Gerd Roggensack e Siegfried Melzig, concluse il campionato di 2. Bundesliga al 18º posto. In Coppa di Germania il Preussen Münster fu eliminato agli ottavi di finale dallo Stoccarda.

## Rosa
| N. |                        | Ruolo | Calciatore        |
| -- | ---------------------- | ----- | ----------------- |
|    | Germania (bandiera)    | P     | Bernd Fuhr        |
|    | Germania (bandiera)    | P     | Ulf Johannemann   |
|    | Germania (bandiera)    | P     | Thomas Revermann  |
|    | Paesi Bassi (bandiera) | D     | Bennie Brinkman   |
|    | Germania (bandiera)    | D     | Markus Happe      |
|    | Germania (bandiera)    | D     | Thomas Knauer     |
|    | Germania (bandiera)    | D     | Martin Kollenberg |
|    | Germania (bandiera)    | D     | Uwe Ptok          |
|    | Germania (bandiera)    | D     | Dirk Römer        |
|    | Germania (bandiera)    | D     | Jörg Silberbach   |
|    | Germania (bandiera)    | C     | Rachid Belarbi    |
|    | Germania (bandiera)    | C     | Ansgar Brinkmann  |
|    | Germania (bandiera)    | C     | Ulli Gäher        |

| N. |                     | Ruolo | Calciatore        |
| -- | ------------------- | ----- | ----------------- |
|    | Germania (bandiera) | C     | Reinhard Geise    |
|    | Germania (bandiera) | C     | Thomas Gräbener   |
|    | Germania (bandiera) | C     | Harald Kügler     |
|    | Germania (bandiera) | C     | Thorsten Löckmann |
|    | Germania (bandiera) | C     | Peer Posipal      |
|    | Germania (bandiera) | C     | Dirk Riechmann    |
|    | Germania (bandiera) | C     | Jochen Terhaar    |
|    | Ghana (bandiera)    | A     | Henry Acquah      |
|    | Germania (bandiera) | A     | Reiner Edelmann   |
|    | Germania (bandiera) | A     | Guido Fleige      |
|    | Germania (bandiera) | A     | Ralf Haub         |
|    | Germania (bandiera) | A     | Thomas Honrath    |

## Organigramma societario
Area tecnica
- Allenatore: Siegfried Melzig
- Allenatore in seconda:
- Preparatore dei portieri:
- Preparatori atletici:

## Calciomercato

### Sessione estiva
| Acquisti | Acquisti          | Acquisti          | Acquisti |
| R.       | Nome              | da                | Modalità |
| -------- | ----------------- | ----------------- | -------- |
| C        | Rachid Belarbi    | Schalke 04        |          |
| A        | Reiner Edelmann   | Schalke 04        |          |
| P        | Bernd Fuhr        | Kickers Offenbach |          |
| A        | Ralf Haub         | Kickers Offenbach |          |
| D        | Martin Kollenberg | Wattenscheid 09   |          |
| C        | Harald Kügler     | Wattenscheid 09   |          |

| Cessioni | Cessioni           | Cessioni        | Cessioni |
| R.       | Nome               | a               | Modalità |
| -------- | ------------------ | --------------- | -------- |
| C        | Dirk Bremser       | Duisburg        |          |
| A        | Detlef Dezelak     | Rot-Weiss Essen |          |
| A        | Ludger Pickenäcker | ASC Schöppingen |          |
| D        | Uwe Schöler        | Reutlingen      |          |
| A        | Uwe Westermann     | Verl            |          |

### Sessione invernale
| Acquisti | Acquisti         | Acquisti  | Acquisti |
| R.       | Nome             | da        | Modalità |
| -------- | ---------------- | --------- | -------- |
| C        | Ansgar Brinkmann | Osnabrück |          |

| Cessioni | Cessioni | Cessioni | Cessioni |
| R.       | Nome     | a        | Modalità |
| -------- | -------- | -------- | -------- |

## Risultati

### 2. Bundesliga

#### Girone di andata
| Arbitro: | Boos |

|                     |           |  |
| Acquah 19’ Haub 70’ | Marcatori |  |

| Arbitro: | Rubel |

|                   |           |  |
| Helmig 77’ (rig.) | Marcatori |  |

| Arbitro: | Berg |

|             |           |  |
| Terhaar 28’ | Marcatori |  |

| Arbitro: | Scheuerer |

|                                                |           |              |
| Preetz 54’ Fuhl 67’ Pförtner 80’ Akpoborie 86’ | Marcatori | 28’ Gräbener |

| Arbitro: | Mölm |

|  |           |                                   |
|  | Marcatori | 32’ (rig.) Schlumberger 72’ Adler |

| Arbitro: | Brückner |

|                                                           |           |  |
| Gorski 37’ Frąckiewicz 51’ Aden 58’ Lotz 64’ Seeliger 69’ | Marcatori |  |

| Arbitro: | Schneider |

|                        |           |                                  |
| Gäher 39’ Gräbener 44’ | Marcatori | 19’ Marquardt 58’ (rig.) Wollitz |

| Arbitro: | Birlenbach |

|                                            |           |           |
| Capocchiano 17’ Beike 21’, 80’, 82’ (rig.) | Marcatori | 13’ Römer |

| Arbitro: | Dardenne |

|                                                         |           |  |
| Fleige 13’, 48’ Knauer 33’ Gäher 35’ Posipal 45’ (rig.) | Marcatori |  |

| Arbitro: | Strampe |

|                                                    |           |  |
| Römer 11’ (aut.) Tönnies 39’, 78’ Schmidt 71’, 76’ | Marcatori |  |

| Münster 21 settembre 1990, ore 19:00 CEST 11ª giornata | Preußen Münster | 0 – 0 referto | Waldhof Mannheim | Preußenstadion (4 500 spett.)\| Arbitro: \| Fröhlich \| |
| Arbitro:                                               | Fröhlich        |               |                  |                                                         |

| Arbitro: | Tritschler |

|                                     |           |          |
| Flad 6’ Sendscheid 23’ Borodjuk 64’ | Marcatori | 77’ Haub |

| Münster 5 ottobre 1990, ore 19:00 CET 13ª giornata | Preußen Münster | 0 – 0 referto | Kickers Stoccarda | Preußenstadion (4 900 spett.)\| Arbitro: \| Feistner \| |
| Arbitro:                                           | Feistner        |               |                   |                                                         |

| Arbitro: | Domberg |

|                 |           |             |
| Ziemer 33’, 78’ | Marcatori | 6’ Edelmann |

| Arbitro: | Holst |

|            |           |            |
| Hanses 40’ | Marcatori | 69’ Kügler |

| Arbitro: | Buchhart |

|                              |           |           |
| Kügler 12’ Edelmann 64’, 87’ | Marcatori | 84’ Linke |

| Arbitro: | Kuhne |

|                                            |           |               |
| Eckel 1’ Sundermann 15’ Surmann 61’ (rig.) | Marcatori | 7’ Silberbach |

| Arbitro: | Steinborn |

|                |           |                   |
| Kollenberg 63’ | Marcatori | 27’ Schlotterbeck |

| Magonza 24 novembre 1990, ore 15:00 CET 19ª giornata | Magonza   | 0 – 0 referto | Preußen Münster | Stadion am Bruchweg (3 650 spett.)\| Arbitro: \| Gangkofer \| |
| Arbitro:                                             | Gangkofer |               |                 |                                                               |

#### Girone di ritorno
| Arbitro: | Scheuerer |

|           |           |           |
| Bolzek 4’ | Marcatori | 90’ Gäher |

| Münster 16 dicembre 1990, ore 15:00 CET 21ª giornata | Preußen Münster | 0 – 0 referto | Rot-Weiss Essen | Preußenstadion (5 600 spett.)\| Arbitro: \| Föckler \| |
| Arbitro:                                             | Föckler         |               |                 |                                                        |

| Darmstadt 19 marzo 1991, ore 19:30 CET 22ª giornata | Darmstadt | 0 – 0 referto | Preußen Münster | Stadion am Böllenfalltor (2 000 spett.)\| Arbitro: \| Neuner \| |
| Arbitro:                                            | Neuner    |               |                 |                                                                 |

| Arbitro: | Strampe |

|           |           |  |
| Gäher 32’ | Marcatori |  |

| Arbitro: | Boos |

|                         |           |               |
| Schlumberger 45’ (rig.) | Marcatori | 32’ Brinkmann |

| Arbitro: | Best |

|              |           |             |
| Edelmann 40’ | Marcatori | 12’ Schmidt |

| Arbitro: | Buchhart |

|                           |           |             |
| Klaus 33’ Jursch 59’, 87’ | Marcatori | 56’ Posipal |

| Arbitro: | Prengel |

|                   |           |                 |
| Edelmann 22’, 63’ | Marcatori | 53’ Capocchiano |

| Schweinfurt 6 aprile 1991, ore 15:00 CEST 28ª giornata | Schweinfurt 05 | 0 – 0 referto | Preußen Münster | Sachs-Stadion (2 000 spett.)\| Arbitro: \| Merk \| |
| Arbitro:                                               | Merk           |               |                 |                                                    |

| Arbitro: | Berg |

|                         |           |  |
| Edelmann 64’ Kügler 90’ | Marcatori |  |

| Arbitro: | Wippermann |

|                                   |           |  |
| Wolff 56’, 87’ Hecking 67’ (rig.) | Marcatori |  |

| Arbitro: | Ronig |

|  |           |                                              |
|  | Marcatori | 30’ Anderbrügge 60’ Sendscheid 85’ Schlipper |

| Arbitro: | Feistner |

|  |           |                          |
|  | Marcatori | 5’ Posipal 39’ Brinkmann |

| Münster 12 maggio 1991, ore 15:00 CEST 33ª giornata | Preußen Münster | 0 – 0 referto | Homburg | Preußenstadion (7 000 spett.)\| Arbitro: \| Malbranc \| |
| Arbitro:                                            | Malbranc        |               |         |                                                         |

| Arbitro: | Prengel |

|  |           |            |
|  | Marcatori | 61’ Thoben |

| Arbitro: | Fux |

|                                      |           |  |
| Hanke 4’ Rusayev 61’ Drulák 68’, 80’ | Marcatori |  |

| Arbitro: | Birlenbach |

|  |           |           |
|  | Marcatori | 66’ Eckel |

| Arbitro: | Merk |

|                                            |           |                      |
| Zeyer 13’ Knauer 45’ (aut.) Gluhačević 47’ | Marcatori | 6’ Fleige 51’ Knauer |

| Arbitro: | Schmidt |

|                        |           |                                          |
| Edelmann 3’ Knauer 39’ | Marcatori | 12’ Schuhmacher 15’ Kirn 44’ Hönnscheidt |

### Coppa di Germania
| Arbitro: | Windsperger |

|                                |           |                                                          |
| Fröhlich 22’ Sarroca 89’, 111’ | Marcatori | 5’ (aut.) Walter 75’ Kollenberg 106’ Posipal 109’ Fleige |

| Arbitro: | Griese |

|  |           |                                                |
|  | Marcatori | 20’ Acquah 54’ Römer 58’ Knauer 72’ (aut.) Hey |

| Arbitro: | Dellwing |

|  |           |                |
|  | Marcatori | 67’ Sverrisson |

## Statistiche

### Statistiche di squadra
| Competizione      | Punti | In casa | In casa | In casa | In casa | In casa | In casa | In trasferta | In trasferta | In trasferta | In trasferta | In trasferta | In trasferta | Totale | Totale | Totale | Totale | Totale | Totale | DR  |
| Competizione      | Punti | G       | V       | N       | P       | Gf      | Gs      | G            | V            | N            | P            | Gf           | Gs           | G      | V      | N      | P      | Gf     | Gs     | DR  |
| ----------------- | ----- | ------- | ------- | ------- | ------- | ------- | ------- | ------------ | ------------ | ------------ | ------------ | ------------ | ------------ | ------ | ------ | ------ | ------ | ------ | ------ | --- |
| 2. Bundesliga     | 29    | 19      | 7       | 7       | 5       | 22      | 16      | 19           | 1            | 6            | 12           | 13           | 43           | 38     | 8      | 13     | 17     | 35     | 59     | -24 |
| Coppa di Germania | -     | 1       | 0       | 0       | 1       | 0       | 1       | 2            | 2            | 0            | 0            | 8            | 3            | 3      | 2      | 0      | 1      | 8      | 4      | +4  |
| Totale            | 29    | 20      | 7       | 7       | 6       | 22      | 17      | 21           | 3            | 6            | 12           | 21           | 46           | 41     | 10     | 13     | 18     | 43     | 63     | -20 |

### Andamento in campionato
| Giornata  | 1 | 2  | 3 | 4  | 5  | 6  | 7  | 8  | 9  | 10 | 11 | 12 | 13 | 14 | 15 | 16 | 17 | 18 | 19 | 20 | 21 | 22 | 23 | 24 | 25 | 26 | 27 | 28 | 29 | 30 | 31 | 32 | 33 | 34 | 35 | 36 | 37 | 38 |
| --------- | - | -- | - | -- | -- | -- | -- | -- | -- | -- | -- | -- | -- | -- | -- | -- | -- | -- | -- | -- | -- | -- | -- | -- | -- | -- | -- | -- | -- | -- | -- | -- | -- | -- | -- | -- | -- | -- |
| Luogo     | C | T  | C | T  | C  | T  | C  | T  | C  | T  | C  | T  | C  | T  | T  | C  | T  | C  | T  | T  | C  | T  | C  | T  | C  | T  | C  | T  | C  | T  | C  | T  | C  | C  | T  | C  | T  | C  |
| Risultato | V | P  | V | P  | P  | P  | N  | P  | V  | P  | N  | P  | N  | P  | N  | V  | P  | N  | N  | N  | N  | N  | V  | N  | N  | P  | V  | N  | V  | P  | P  | V  | N  | P  | P  | P  | P  | P  |
| Posizione | 4 | 11 | 7 | 12 | 14 | 18 | 18 | 19 | 17 | 19 | 19 | 19 | 18 | 18 | 16 | 16 | 17 | 17 | 17 | 17 | 17 | 18 | 17 | 16 | 16 | 18 | 16 | 15 | 15 | 15 | 17 | 15 | 15 | 17 | 18 | 18 | 18 | 18 |

Legenda:

Luogo: C = Casa; T = Trasferta. Risultato: V = Vittoria; N = Pareggio; P = Sconfitta.

### Statistiche dei giocatori
| Giocatore      | 2. Bundesliga | 2. Bundesliga | 2. Bundesliga | 2. Bundesliga | Coppa di Germania | Coppa di Germania | Coppa di Germania | Coppa di Germania | Totale   | Totale | Totale      | Totale     |
| Giocatore      | Presenze      | Reti          | Ammonizioni   | Espulsioni    | Presenze          | Reti              | Ammonizioni       | Espulsioni        | Presenze | Reti   | Ammonizioni | Espulsioni |
| -------------- | ------------- | ------------- | ------------- | ------------- | ----------------- | ----------------- | ----------------- | ----------------- | -------- | ------ | ----------- | ---------- |
| H. Acquah      | 24            | 1             | 3             | 0             | 3                 | 1                 | 0                 | 0                 | 27       | 2      | 3           | 0          |
| R. Belarbi     | 10            | 0             | 2             | 0             | 0                 | 0                 | 0                 | 0                 | 10       | 0      | 2           | 0          |
| B. Brinkman    | 6             | 0             | 0             | 0             | 0                 | 0                 | 0                 | 0                 | 6        | 0      | 0           | 0          |
| A. Brinkmann   | 17            | 2             | 1             | 0             | 0                 | 0                 | 0                 | 0                 | 17       | 2      | 1           | 0          |
| R. Edelmann    | 34            | 8             | 5             | 0             | 3                 | 0                 | 2                 | 0                 | 37       | 8      | 7           | 0          |
| G. Fleige      | 21            | 3             | 0             | 0             | 2                 | 1                 | 0                 | 0                 | 23       | 4      | 0           | 0          |
| B. Fuhr        | 23            | 0             | 2             | 0             | 1                 | 0                 | 0                 | 0                 | 24       | 0      | 2           | 0          |
| R. Geise       | 10            | 0             | 0             | 0             | 0                 | 0                 | 0                 | 0                 | 10       | 0      | 0           | 0          |
| T. Gräbener    | 36            | 2             | 1             | 0             | 3                 | 0                 | 0                 | 0                 | 39       | 2      | 1           | 0          |
| U. Gäher       | 26            | 4             | 2             | 0             | 2                 | 0                 | 0                 | 0                 | 28       | 4      | 2           | 0          |
| M. Happe       | 24            | 0             | 5             | 0             | 1                 | 0                 | 0                 | 0                 | 25       | 0      | 5           | 0          |
| R. Haub        | 19            | 2             | 2             | 0             | 1                 | 0                 | 0                 | 0                 | 20       | 2      | 2           | 0          |
| T. Honrath     | 2             | 0             | 0             | 0             | 0                 | 0                 | 0                 | 0                 | 2        | 0      | 0           | 0          |
| U. Johannemann | 6             | 0             | 0             | 0             | 0                 | 0                 | 0                 | 0                 | 6        | 0      | 0           | 0          |
| T. Knauer      | 36            | 3             | 7             | 0             | 3                 | 1                 | 0                 | 0                 | 39       | 4      | 7           | 0          |
| M. Kollenberg  | 18            | 1             | 7             | 0             | 2                 | 1                 | 0                 | 0                 | 20       | 2      | 7           | 0          |
| H. Kügler      | 21            | 3             | 5             | 0             | 2                 | 0                 | 0                 | 0                 | 23       | 3      | 5           | 0          |
| T. Löckmann    | 1             | 0             | 0             | 0             | 0                 | 0                 | 0                 | 0                 | 1        | 0      | 0           | 0          |
| P. Posipal     | 33            | 3             | 3             | 1             | 3                 | 1                 | 1                 | 0                 | 36       | 4      | 4           | 1          |
| U. Ptok        | 4             | 0             | 0             | 1             | 0                 | 0                 | 0                 | 0                 | 4        | 0      | 0           | 1          |
| T. Revermann   | 9             | 0             | 0             | 0             | 2                 | 0                 | 0                 | 0                 | 11       | 0      | 0           | 0          |
| D. Riechmann   | 11            | 0             | 1             | 0             | 0                 | 0                 | 0                 | 0                 | 11       | 0      | 1           | 0          |
| D. Römer       | 34            | 1             | 10            | 0             | 3                 | 1                 | 1                 | 0                 | 37       | 2      | 11          | 0          |
| J. Silberbach  | 18            | 1             | 2             | 0             | 2                 | 0                 | 0                 | 0                 | 20       | 1      | 2           | 0          |
| J. Terhaar     | 32            | 1             | 8             | 1             | 3                 | 0                 | 0                 | 0                 | 35       | 1      | 8           | 1          |